# Il fermo proposito
Il fermo proposito è il titolo (dalle parole iniziali) di una lettera enciclica promulgata da papa Pio X l'11 giugno 1905.
L'enciclica è diretta ai vescovi d'Italia e tratta dello sviluppo dell'azione cattolica, cioè dell'apostolato dei laici italiani, nel contesto storico di quegli anni.
L'enciclica si collega strettamente alla Rerum novarum di Leone XIII, giacché, se l'enciclica leonina ha fissato i fondamenti del pensiero della Chiesa sui problemi sociali, Pio X dettò le norme per l'azione. L'irregolare situazione venutasi a determinare in Italia in conseguenza dell'ancora aperta questione romana, in conseguenza della quale ai cattolici era interdetta dalla Santa Sede la piena partecipazione alla vita politica e elettorale della Nazione, non impediva tuttavia che, a somiglianza di ciò che accadeva in altri Paesi, il clero e il laicato si dedicassero allo studio delle questioni sociali, anche in contrapposizione al movimento socialista, che sembrava voler assumere la guida del divenire storico.